# Aeroportul Jandakot
Aeroportul Jandakot (IATA: JAD, ICAO: YPJT) este un aeroport din Australia de Vest, Australia ce deservește zona Perth. A fost numit după Jandakot⁠(d).
Situat la o altitudine de 30 m, aeroportul dispune de o singură pistă.